# William Dowdeswell
William Dowdeswell (ur. 1721, zm. 6 lutego 1775 w Nicei) – brytyjski arystokrata i polityk.
Był synem Williama Dowdeswella z Pull Court w hrabstwie Worcestershire. Wykształcenie odebrał w Westminster School oraz w Christ Church na Uniwersytecie Oksfordzkim. Następnie studiował na Uniwersytecie w Lejdzie.
W 1747 został wybrany do Izby Gmin jako reprezentant okręgu Tewkesbury. Miejsce w parlamencie utracił w 1754, ale odzyskał je w roku 1761 wygrywając wybory w okręgu Worcestershire. Związany był z partią wigów.
Kiedy w 1765 premierem został lord Rockingham, Dowdeswell otrzymał stanowisko kanclerza skarbu. Pozostał na nim do upadku gabinetu w 1766 r. Nowy premier, lord Chatham, zaproponował Dowdeswellowi stanowisko w swoim gabinecie, ale były Kanclerz odmówił.
Dowdeswell zasiadał w Izbie Gmin do końca życia jako lider francji rockinghamowskich wigów. Brał czynny udział w debatach parlamentarnych.